# Stelling van Ceva

De stelling van Ceva

De stelling van Ceva voor een buiten driehoek ABC gelegen punt O

De stelling van Ceva is een stelling uit de meetkunde die zegt dat bij een driehoek ABC, met ingeschreven driehoek DEF, de uitspraak dat de lijnen AD, BE en CF alle drie door één punt gaan en de uitspraak dat
{\displaystyle {\frac {AF}{FB}}\cdot {\frac {BD}{DC}}\cdot {\frac {CE}{EA}}=1}
equivalent, logisch hetzelfde, zijn.
De drie verhoudingen moeten hierbij worden opgevat als verhoudingen van evenwijdige vectoren. Zo is {\displaystyle {\frac {AF}{FB}}} de verhouding van {\displaystyle {\vec {AF}}} en {\displaystyle {\vec {FB}}}. Dit betekent dat de verhouding negatief is als de twee vectoren tegengesteld zijn gericht. Dat is van belang om de stelling ook geldig te laten zijn als O buiten driehoek ABC ligt.
Vanwege de stelling van Ceva worden de hoektransversalen AO, BO en CO ook de cevianen van O of de Ceva-lijnen van O genoemd.
Giovanni Ceva gaf in zijn boek De lineis rectis uit 1678 een bewijs voor de stelling, maar Yusuf al-Mu'taman ibn Hud, een 11e-eeuws wiskundige die in Zaragoza leefde, had dat ook al eerder gedaan.

## Goniometrische vorm
Een equivalente goniometrische vorm van de stelling van Ceva wordt de goniometrische vorm van de stelling genoemd. Deze zegt dat AD,BE,CF door één punt O gaan dan en slechts dan als
{\displaystyle {\frac {\sin \angle BAD}{\sin \angle CAD}}\times {\frac {\sin \angle ACF}{\sin \angle BCF}}\times {\frac {\sin \angle CBE}{\sin \angle ABE}}=1.}
Er geldt dat {\displaystyle {\vec {XY}}=-{\vec {YX}}} en dat wanneer {\displaystyle X}, {\displaystyle Y} en {\displaystyle Z} op een lijn liggen dat {\displaystyle {\frac {XY}{XZ}}={\frac {YX}{ZX}}}.
{\displaystyle {\vec {PQ}}} loopt evenwijdig aan {\displaystyle {\vec {AB}}}.
{\displaystyle AF:FB=PO:OQ}
{\displaystyle OQ:AB=OD:AD} en {\displaystyle PO:AB=EO:EB\Rightarrow (PO:AB):(OQ:AB)=PO:OQ=(EO:EB):(OD:AD)}
Dat geeft {\displaystyle AF:FB=(EO:EB):(OD:AD)}.
{\displaystyle BD:DC=(FO:FC):(OE:BE)} en {\displaystyle CE:EA=(DO:DA):(OF:BF)} gaan op dezelfde manier.